# 大阪ゴールドビリケーンズの選手一覧
大阪ゴールドビリケーンズの選手一覧（おおさかゴールドビリケーンズのせんしゅいちらん）は、大阪ゴールドビリケーンズに所属していた主な選手および監督の一覧である。

## 選手
- 石毛博史 (投手コーチ兼任) - 元阪神タイガース
- 岸敬祐 - 退団後、愛媛マンダリンパイレーツを経て読売ジャイアンツ→千葉ロッテマリーンズ
- 西浦克拓 (打撃コーチ兼任) - 元北海道日本ハムファイターズ
- 平下晃司 (コーチ兼任) - 元オリックス・バファローズ
- 洪成溶（朝鮮語版） - 元韓国プロ野球LGツインズ。06BULLS移籍後、NCダイノスに入団し、韓国球界復帰。

## 歴代監督
- 村上隆行 (2009年 - 2010年) ※2010年7月より選手兼任